# Mónica Rubio
Mónica Solange Rubio López, née à Santiago le 9 juin 1955, est une astronome chilienne, vice-présidente de l'Union astronomique internationale de 2024 à 2027,,.
Elle est directrice de la Société chilienne d'astronomie (SOCHIAS) de 2019 à 2021.
Elle est membre de l'Académie chilienne des sciences[Depuis quand ?].